# Corte costituzionale dell'Ucraina
La Corte costituzionale dell'Ucraina (in ucraino Конституційний Суд України?, Konstytucijnyj Sud Ukraïny) è il massimo organo di garanzia costituzionale dell'Ucraina.
La Corte ha inaugurato la sua attività il 18 ottobre 1996 e il suo primo pronunciamento è avvenuto il 13 maggio 1997.

## Compiti ed autorità
La Corte:
- su richiesta del presidente, di almeno 45 membri del Parlamento, della Corte suprema, dell'Ombudsman, o del Parlamento di Crimea, verifica la costituzionalità di:
  - leggi ed altri atti del Parlamento
  - atti del presidente
  - atti del governo
  - atti legali del Parlamento della Repubblica autonoma di Crimea
- interpreta ufficialmente la Costituzione e le leggi ucraine
- su richiesta del presidente o del governo, dà opinioni riguardo alla conformità dei trattati internazionali alla Costituzione
- su richiesta del Parlamento, dà opinioni sull'osservanza della procedura di messa in stato di accusa del presidente
- fornisce consulenza nell'introdurre emendamenti alla Costituzione

Le sentenze della Corte devono essere obbligatoriamente eseguite in Ucraina, sono definitive e non ci si può appellare. Le leggi e gli altri atti legali che sono giudicati incostituzionali, decadono immediatamente.

## Struttura
La Corte è composta da 18 giudici, nominati un terzo dal Parlamento, un terzo dal presidente e un terzo dal Congresso dei giudici.
Ogni giudice eletto deve essere cittadino ucraino e inoltre deve:
- avere almeno 40 anni
- possedere un diploma di scuola superiore e un'esperienza professionale di almeno 10 anni
- risiedere in Ucraina da almeno 20 anni
- parlare la lingua ucraina

I giudici sono nominati ogni 9 anni senza diritto di rinomina. Il presidente e il Parlamento devono colmare ogni posizione vacante entro un mese, mentre il Congresso dei giudici ha tre mesi per sopperire alla mancanza di un giudice.

## Lista di giudici
- Parte di nomina presidenziale:
  - Volodymyr Kampo (Володимир Михайлович Кампо) dal 4 agosto 2006
  - Dmytro Lylak (Дмитро Дмитрович Лилак) dal 4 agosto 2006
  - Viktor Shyshkin (Віктор Іванович Шишкін) dal 4 agosto 2006
  - Valeriy Pshenychnyy (Валерій Григорович Пшеничний) dal gennaio 2003; dimessosi il 30 aprile 2007 e tornato temporaneamente[3], si è in seguito di nuovo dimesso.[4]
  - Syuzanna Stanik (Сюзанна Романівна Станік) dal 25 marzo 2004; dimessosi, poi tornato in servizio temporaneamente[3], poi ha di nuovo lasciato la Corte.[4]
- Parte di nomina parlamentare:
  - Pavlo Tkachuk (Павло Миколайович Ткачук) dal luglio 2002
  - Anatoliy Holovin (Анатолій Сергійович Головін) dal 4 agosto 2006
  - Mykhaylo Kolos (Михайло Іванович Колос) dal 4 agosto 2006
  - Mariya Markush (Марія Андріївна Маркуш) dal 4 agosto 2006
  - Vyacheslav Ovcharenko (В'ячеслав Андрійович Овчаренко) dal 4 agosto 2006
  - Petro Stetsyuk (Петро Богданович Стецюк) dal 4 agosto 2006
- Parte di nomina del Congresso dei Giudici:
  - Vasyl Bryntsev (Василь Дмитрович Бринцев) dal 4 agosto 2006
  - Vyacheslav Dzhun' (В'ячеслав Васильович Джунь) dal 4 agosto 2006
  - Anatoliy Didkivskyy (Анатолій Олександрович Дідківський) dal 4 agosto 2006
  - Ivan Dombrovskyy (Іван Петрович Домбровський) dal 4 agosto 2006; dimessosi il 17 maggio 2007
  - Yaroslava Machuzhak (Ярослава Василівна Мачужак) dal 4 agosto 2006
  - Andriy Stryzhak (Андрій Андрійович Стрижак) dal 4 agosto 2006

## Interventi celebri
- 29 dicembre 1999: la Corte definì la pena di morte estranea alla Costituzione; questa è la data in cui l'Ucraina abolì de iure la pena di morte dopo un lungo periodo di moratoria de facto
- 14 novembre 2001: la Corte ha messo fuori legge l'istituzione della propiska
- 25 dicembre 2003: la Corte permise a Leonid Kučma a concorrere per la Presidenza per la terza volta (anche se Kučma scelse poi di non candidarsi)